# Municipio de Walton (condado de Labette)
El municipio de Walton (en inglés: Walton Township) es un municipio ubicado en el condado de Labette en el estado estadounidense de Kansas. En el año 2010 tenía una población de 708 habitantes y una densidad poblacional de 8,53 personas por km².

## Geografía
El municipio de Walton se encuentra ubicado en las coordenadas 37°20′25″N 95°19′38″O / 37.34028, -95.32722. Según la Oficina del Censo de los Estados Unidos, el municipio tiene una superficie total de 82.99 km², de la cual 82,09 km² corresponden a tierra firme y (1,08 %) 0,9 km² es agua.

## Demografía
Según el censo de 2010, había 708 personas residiendo en el municipio de Walton. La densidad de población era de 8,53 hab./km². De los 708 habitantes, el municipio de Walton estaba compuesto por el 94,21 % blancos, el 2,4 % eran afroamericanos, el 1,13 % eran amerindios, el 0,14 % eran asiáticos, el 1,13 % eran de otras razas y el 0,99 % eran de una mezcla de razas. Del total de la población el 1,84 % eran hispanos o latinos de cualquier raza.